# Crucero (distrito)
Crucero é um distrito do Peru, departamento de Puno, localizada na província de Carabaya.

## Transporte
O distrito de Crucero é servido pela seguinte rodovia:
- PU-105, que liga a cidade de Usicayos  ao distrito de Potoni
- PU-106, que liga a cidade de Phara  ao distrito
- PU-107, que liga a cidade ao distrito de Patambuco
- PE-34K, que liga o distrito de Potoni à cidade de Cuyocuyo [1][2][3]